# 野方遺跡

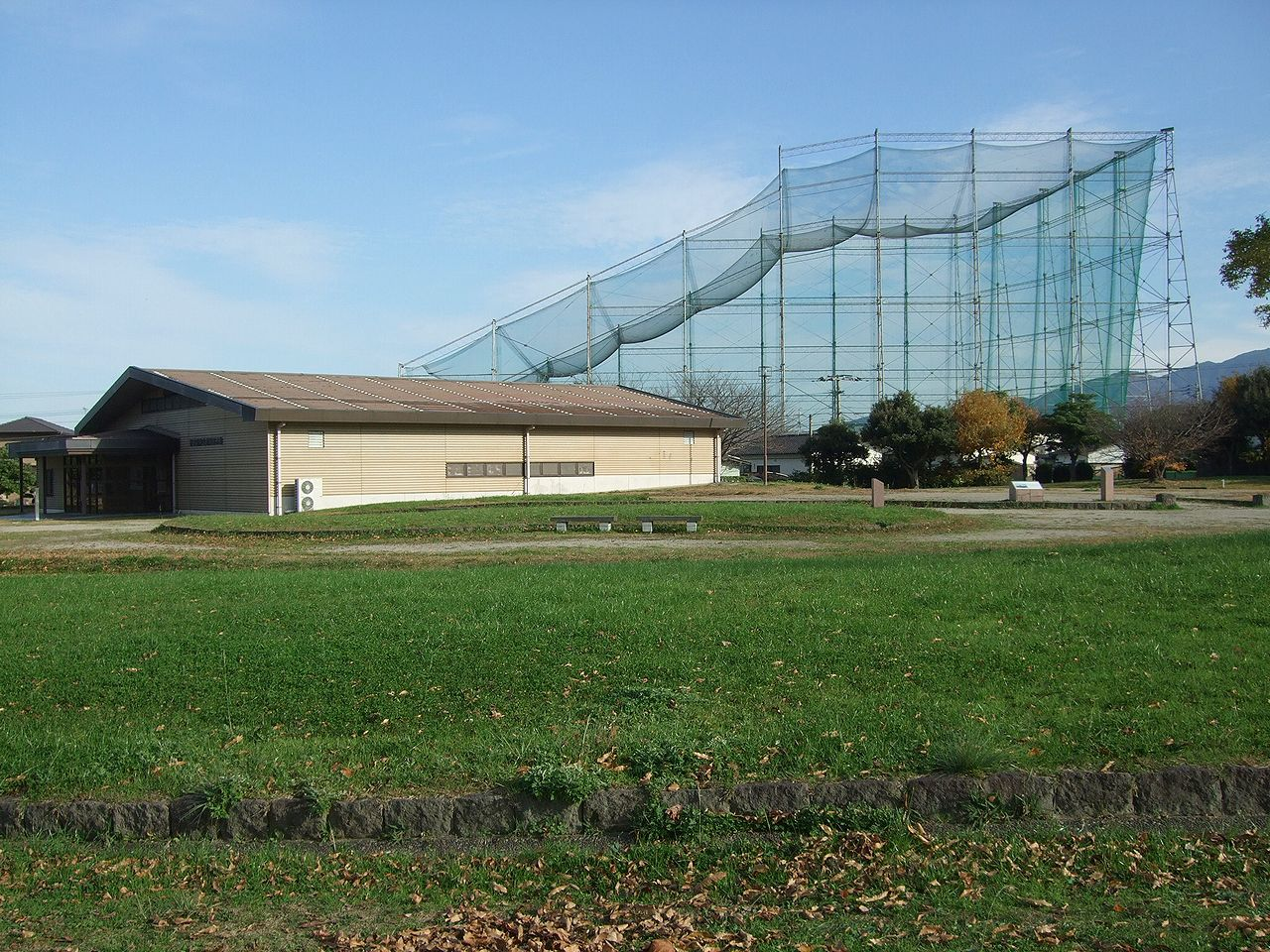
野方遺跡・野方遺跡住居跡展示館

野方遺跡（のかたいせき）は、福岡県福岡市西区野方にある弥生時代後期・古墳時代前期の複合遺跡である。1975年（昭和50年）6月27日に国の史跡に指定されている。

## 概要
早良平野の西端、脊振山地北東部の叶岳東麓にある標高17 - 22メートルの扇状地に位置する。伊都国の所在地と推定される現在の糸島市域と、奴国の所在地と推定される現在の春日市周辺との中間部に位置し、交通の要所であったと考えられている。
1973年（昭和48年）に野方台団地の造成中に高校生が発見し、同年8月から翌1974年（昭和49年）1月にかけて福岡市教育委員会による発掘調査が実施され、遺構の集中している遺跡中央部の21,130.63平方メートルが国の史跡に指定された。
遺構としては長径約100メートルの楕円形の大きな環濠、一辺約25メートルから30メートルの方形の小さな環濠、竪穴建物跡94棟、甕棺墓3基、土坑墓1基、木棺墓1基、箱式石棺墓10基などが検出されている。弥生時代には上記の大小各1か所の環濠から成る環濠集落が形成され、大きな環濠の内側には約10棟の竪穴建物が建てられ、小さな環濠の内側には高床建物が建てられていたと推定される。環濠からは土器・石器・鉄器・貝・魚骨・獣骨などが出土している。古墳時代には弥生時代の環濠は埋められ、建物と墓地を分けた集落が形成され、約100棟の竪穴建物が建てられていたと推定される。古墳時代の墓地の箱式石棺墓・木棺墓から副葬品として中国製の獣帯鏡・内行花文鏡や鉄刀・管玉・ガラス玉などが出土している。

## 野方中央公園・野方遺跡住居跡展示館
発掘調査終了後、遺跡は1989年（平成元年）から整備されて公園となり、1991年（平成3年）に野方中央公園として開園した（所在地：福岡県福岡市西区野方5丁目11番地）。公園では環濠跡が復元されているほか、公園の一角には野方遺跡住居跡展示館が建設され、発掘された建物跡や出土品の一部が展示されている。
このほか公園内には当初2棟の竪穴建物が復元されたが、これらは1994年（平成6年）5月に不審火で焼失し撤去された。

## 交通
- 西鉄バス「野方遺跡前」バス停下車。